# Sokołowsko
Sokołowsko (německy Görbersdorf) je vesnice a klimatické lázně v gmině Mieroszów v okrese Valbřich v jihozápadním Polsku. Před rokem 1945 byla součástí Německa. Leží zhruba čtyři kilometry severovýchodně od Mieroszówa, dvanáct kilometrů jižně od Valbřichu a 75 km jihozápadně od Vratislavi. Nachází se v nadmořské výšce 540 až 590 metrů. Ve vesnici žije 702 obyvatel.
V roce 1854 zde bylo otevřeno první sanatorium pro osoby trpící tuberkulózou.

## Pamětihodnosti
- Cerkev svatého Michaela archanděla